# اسلام در نیوزیلند

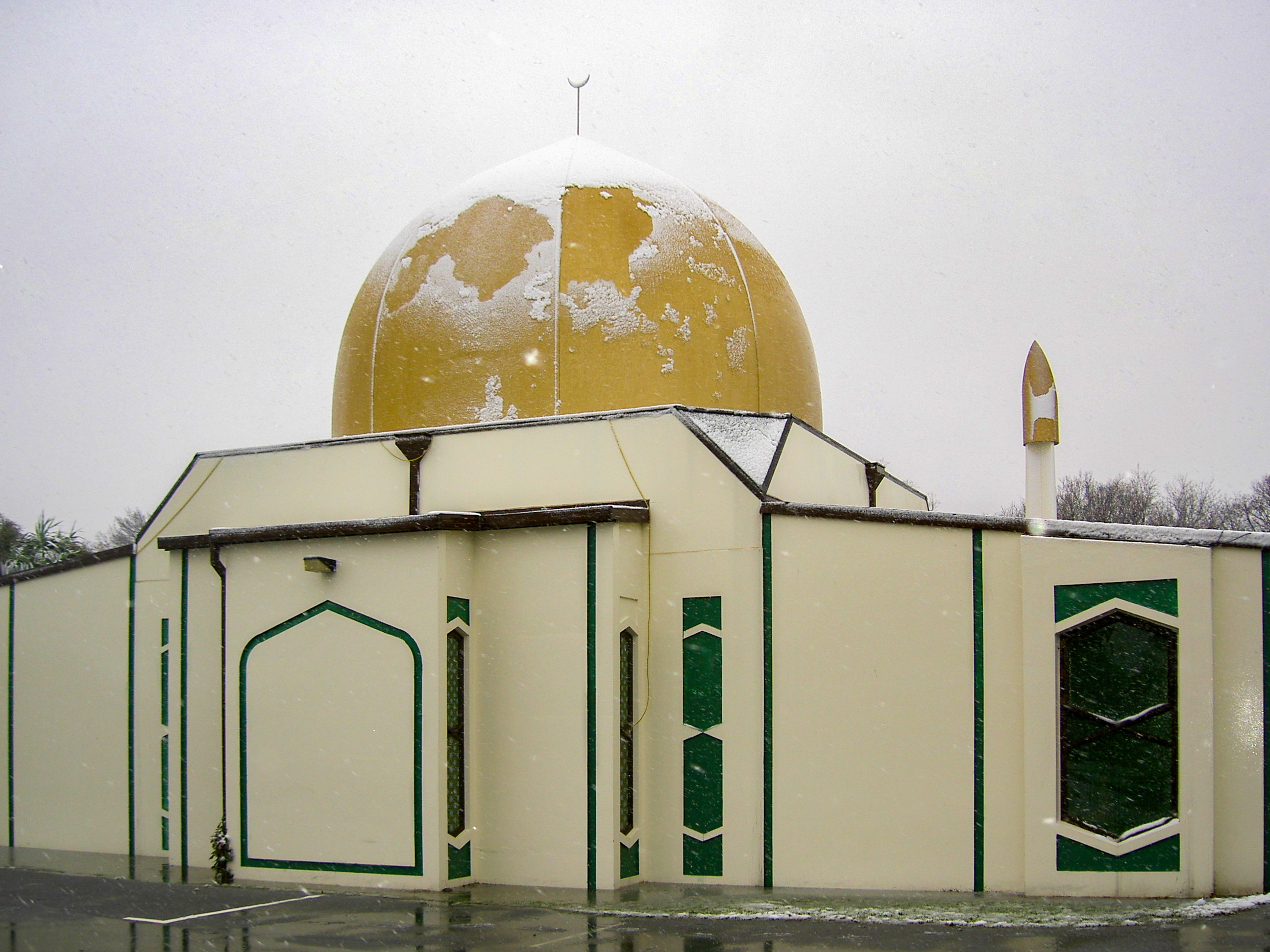
مسجد کنتربوری در کرایست چرچ.

بر اساس نظر اکثریت، مسلمانان اولین بار در سال ۱۸۶۸ از چین به نیوزیلند آمدند  و اولین بار در سرشماری سال ۱۸۷۴ آماری از مسلمانان ساکن این سرزمین پدیدار شد. موج بعدی ورود مسلمانان به این کشور در دهه ۱۹۱۰ اتفاق افتاد ولی جمعیت مسلمان این کشور از سال‌های ۱۹۵۰ به بعد شاهد رشد قابل توجه گردیده و مراکز اسلامی، مساجد و انجمنهای اسلامی در شهرهای مختلف تأسیس گردیدند، که اولین انجمن تحت نام انجمن مسلمانان نیوزیلند (NZAMA) در سال ۱۹۵۰ در بزرگترین شهر کشور یعنی آوکلند ایجاد شد. اولین مجمع اسلامی پایتخت (IMAN) نام داشت که در سال ۱۹۶۲ تأسیس شد. امروزه اغلب شهرهای کوچک و بزرگ کشور دارای چنین تشکیلات و مراکز مختلف برای عبادت و برگزاری مراسم می‌باشد. در حال حاضر نیز اکثر این مراکز در قالب سازمانی ثبت شده و فراگیر بنام فیانز (Federation of Islamic Association) تشکل داده شده و فعالیت می‌نمایند.در سال ۱۳۸۶ تشکل جدیدی بنام شورای اسلامی نیوزیلند متشکل از ۷ گروه شیعی فعال در شهرهای مختلف این کشور به ثبت رسیده و فعالیت خود را آغاز نموده‌است.
شیعیان هم رفته رفته حضور قابل توجه تری یافته و جمعیت آنان حدود ۱۰۰۰۰ نفر تخمین زده می‌شود. شیعیان در شهر آوکلند تشکیلات خود را بنا نهاده‌اند که از جمله می‌توان به مرکز شیعی هیئت خیریه فاطمه زهرا، مرکز اهل البیت، مرکز عربی المصطفی و مرکز ایمان اشاره کرد.
در مجموع امروزه جمعیت مسلمانان را بیش از ۳۰ هزار نفر برآورد می‌‌ کنند که از ۳۵ کشور مختلف به این سرزمین آمده‌اند. (طبق سرشماری رسمی سال ۲۰۰۱ نیوزیلند، جمعیت مسلمانان ۲۳۴۱۵ نفر اعلام شده‌است) مسلمانان نیوزیلند عمدتاً از کشورهای فیجی، هندوستان، پاکستان، ایران، عراق، سوریه، فلسطین، افغانستان، سومالی، اندونزی و مالزی به این سرزمین آمده و بیش از ۶۰٪ آنان در بزرگترین شهر کشور، آوکلند، زندگی می‌کنند. بیشترین تعداد مسلمانان نیز از فیجیائی‌های هندی تبار عنوان می‌شوند که بعد از کودتاهای دهه ۱۹۹۰ در فیجی به تعداد قابل توجه به نیوزیلند مهاجرت کردند و عمدتا از میان تحصیل کردگان آن کشور می‌باشند.
رفتار دولت با مسلمانان عموما خوب بوده و سعی در مدارای مذهبی در کشور و جذب مسلمانان مانند دیگر اقلیت‌ها در ارکان کشور و برخورداری آنان از حقوق شهروندی مساوی می‌باشد. در انتخابات سال ۲۰۰۲ نیز برای اولین بار اشرف چودری، مسلمان پاکستانی الاصل، که استاد دانشگاه مسی نیوزیلند بود، از سوی حزب حاکم به مجلس راه یافت و سوگند وفاداری خود را با قسم به قرآن انجام داد. وی در سال ۲۰۰۵ نیز مجددا از سوی حزب کارگر به مجلس راه یافته‌است. برگزاری مراسم عید فطر توسط دولت در سال ۲۰۰۵ از دیگر نشانه‌های مثبت سیاست دولت در جذب مسلمانان این کشور می‌باشد.